# Ostrov (Příbram)
Ostrov é uma comuna checa localizada na região da Boêmia Central, distrito de Příbram.